# هاري بيرنستاين
هاري بيرنستاين (بالإنجليزية: Harry Bernstein)‏ (30 مايو 1910، ستوكبورت في المملكة المتحدة - 3 يونيو 2011، نيويورك في الولايات المتحدة)؛ كاتب، صحفي وروائي بريطاني-أمريكي.

## الجوائز
- زمالة غوغنهايم